# Vásárhelyi László
Vásárhelyi László (Budapest, 1925. szeptember 4. – Budapest, 2002. április 16.) magyar táncos, koreográfus.

## Élete
Egyetemi tanulmányait az Agrártudományi Egyetemen végezte 1943–1948 között. 1965-ben elvégezte a felsőfokú néptáncoktatói tanfolyamot.
Közben 1941–1943 között Szatmárnémetiben amatőr táncosként dolgozott. 1945–1948 között a Csokonai-együttesben táncolt, ahol Molnár István (koreográfus) tanítványa volt. 1948-ban a Ruggyantaárugyár munkása volt. 1949–1951 között a Honvéd Művészegyüttes tagja volt. 1951–1955 között a SZOT Művészegyüttes szólótáncosa illetve asszisztense volt. 1956-ban a Budapest Táncegyüttes egyik megalapítója, 1956–1960 között szólistája volt. 1950–1956 között a Vegyipari Szakszervezet Központi Együttes (későbbi Bartók Együttes), 1952–1956 között pedig az Óbudai Hajógyár tánccsoport vezetője volt. 1950–1957 között a Népművészeti Intézet külső munkatársaként dolgozott. Sármellék, Nagyecsed, Jászárokszállás népi együtteseinek ballada-feldolgozásaiban vett részt. 1960–1978 között a Népművelési Intézet táncosztályának munkatársa volt. 1978–1990 között az OKISZ művelődési osztály vezető helyettese volt. 1978–tól (1991–től mint nyugdíjas) az OKISZ Erkel Ferenc Művészegyüttes művészeti igazgatója volt.

## Magánélete
Házas, két felesége volt. Böröcz Gabriella és Sütő Anna. A két házasságból három lánya van: Erzsébet (1954), Katalin (1958) és Márta (1969).

## Díjai
- Kiváló Népművelő (1990)
- a Táncművészeti Szövetség életműdíja (1996)
- Életfa-díj (1997)
- Kölcsey-emlékplakett (2001)